# Sprietzeil

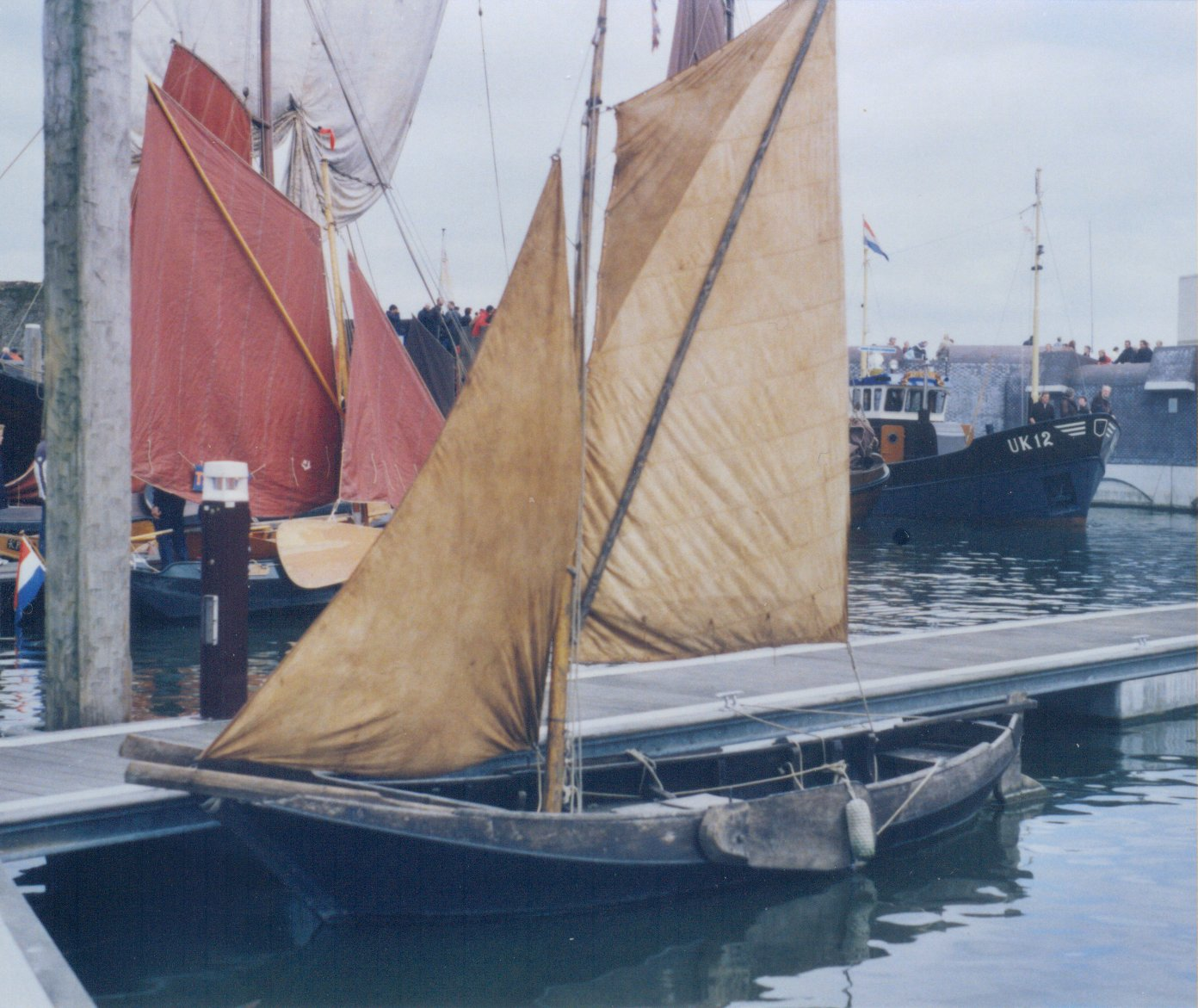
Spriettuig

Een sprietzeil is een vierhoekig type zeil. Het sprietzeil wordt gekenmerkt door een stok, de spriet, die diagonaal van de halshoek (bij de mast) naar de spriethoek loopt.
De spriet wordt bij de hals opgehangen in de strop, in de spriethoek van het zeil zit een oog waarmee het zeil gehesen kan worden. De spriet heeft een dikke kant (onder) en een dunne kant (boven).
De spriet kan aan de voor- en achterzijde van het zeil staan. Met de voorzijde wordt, zoals gebruikelijk in de scheepvaart, de voorzijde van het schip bedoeld; ten opzichte van de wind bevindt de spriet zich dan echter achter het zeil, waardoor er een plooi in het zeil ontstaat. Het zeil staat mooier rond en is het effectiever als de spriet aan de achterzijde van het zeil staat. Door overstag te gaan komt de spriet aan de andere zijde van het zeil te staan. De kant van het zeil waar de spriet gezet wordt, kan bij het hijsen van de zeilen worden gekozen. Hiermee kan bepaald worden of het zeil beter staat over bakboord of over stuurboord, eventueel aan de hand van de verwachte dominante koers.